# Agthirth, Shorapur
Agthirth là một làng thuộc tehsil Shorapur, huyện Gulbarga, bang Karnataka, Ấn Độ.